# Ca nô

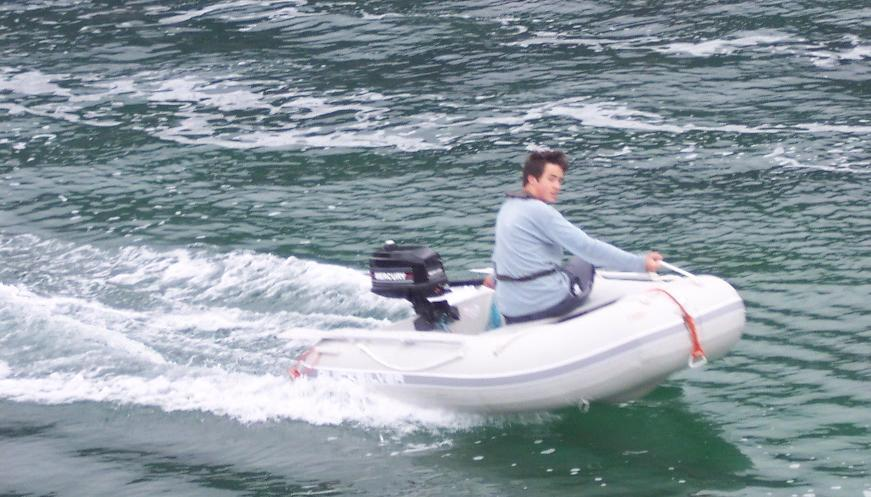
Ca nô máy

Ca nô (tiếng Pháp: canot) là một loại thuyền cỡ nhỏ, chạy bằng mái chèo, buồm hay ở thời hiện đại là động cơ, được dùng vào nhiều mục đích như phục vụ tàu lớn hơn, dùng đi câu cá, giải trí.

## Từ nguyên
Từ "ca nô" trong tiếng Việt là phiên âm từ tiếng Pháp "canot", tiếng Pháp mượn từ tiếng Tây Ban Nha là "canoa", xa hơn nữa tiếng Tây Ban Nha mượn từ tiếng Arawak (một ngôn ngữ của người bản xứ châu Mỹ thời kỳ tiền Colombo) là kanoa, nghĩa gốc là "nổi trên mặt nước". Loại thuyền này được ghi lại trong tài liệu của Marc Lescarbot, về sau được dùng ở xứ Tân Pháp từ giữa thế kỷ 17.

## Công năng
Kể từ năm 1677, từ "ca nô" ý chỉ chỉ loại tàu nhỏ dùng để phục dịch tàu lớn hơn. Từ này được ghi nhận vào Từ điển tiếng Pháp của César-Pierre Richelet vào năm 1680, mười năm sau thì được ghi vào từ điển của Antoine Furetière.
Từ điển hàng hải (1847) định nghĩa ca nô là loại tàu cỡ nhỏ dùng để đưa thông tin liên lạc từ đất liền ra tàu neo ngoài khơi và ngược lại. Sách cũng chia ca nô trong hải quân làm năm loại: (1) loại ca nô lớn dùng để vận tải nặng, chỉ thua sà lúp; (2) loại ca nô nhỏ, (3) loại ca nô chỉ huy dành cho tướng chỉ huy, (4) loại ca nô sĩ quan dành cho sĩ quan và (5) loại ca nô dự phòng.
Ca nô sĩ quan là loại tàu thuộc biên chế chiến hạm của Hải quân Pháp, dùng để đưa sĩ quan quân đội từ bờ ra tàu chiến và ngược lại.

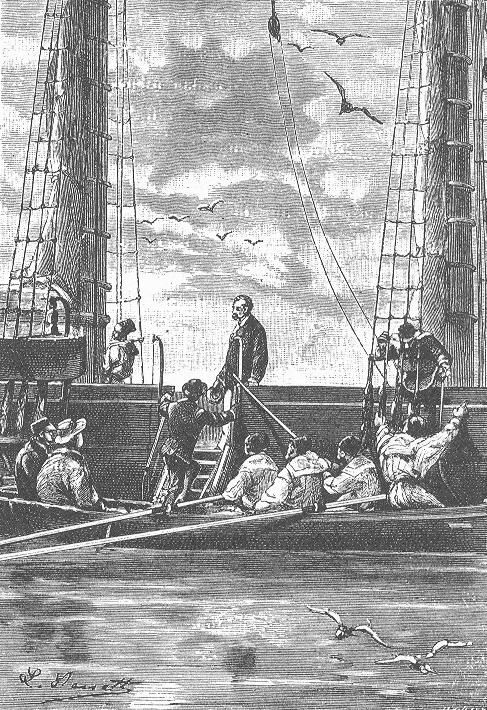
Chuyển hàng từ ca nô lên tàu lớn
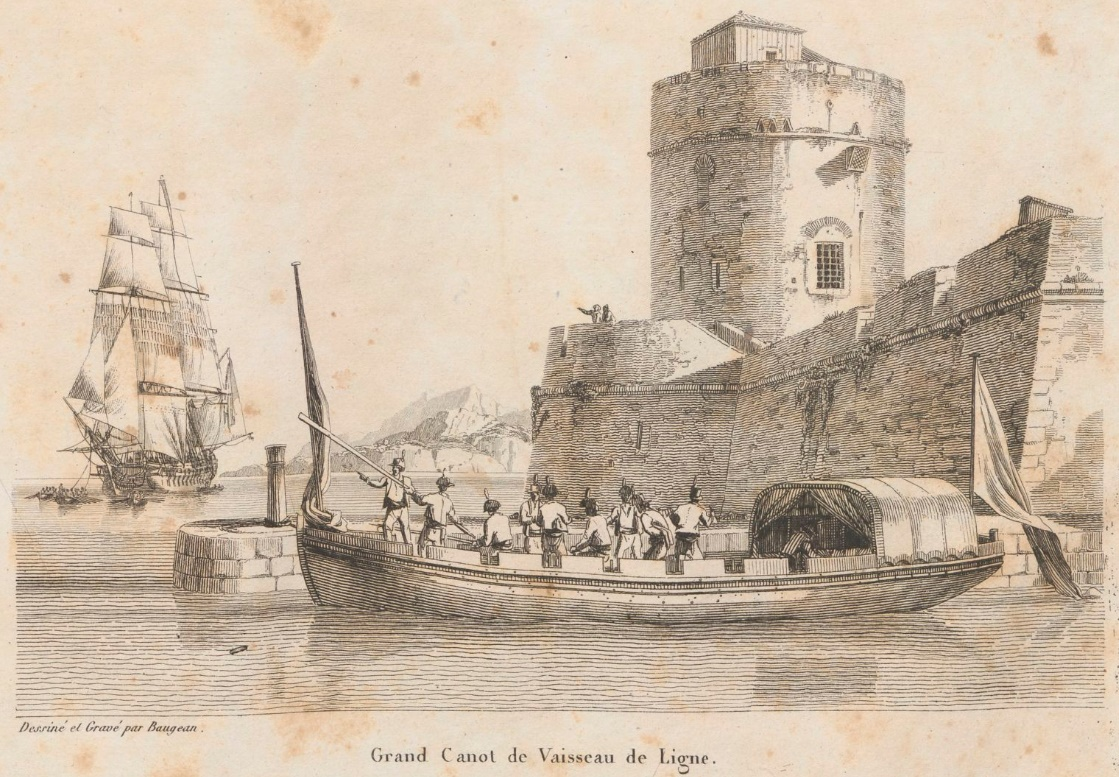
Ca nô cỡ lớn của tàu hải quân vào đầu thế kỷ 19

## Loại khác
- Ca nô độc mộc: là loại ca nô gỗ được người đốn gỗ ở Bắc Mỹ sử dụng trong truyền thuyết Chasse-galerie.
- Canoe: là loại thuyền nhẹ một mái chèo (xuồng), dùng di chuyển trên sông hồ, nguyên thủy do người bản xứ châu Mỹ chế tác, ngày nay được hiện đại hóa dùng trong giải trí và thể thao.
- Ca nô đệm khí: là một loại phương tiện linh động có khả năng di chuyển trên mặt đất, nước, bùn, băng và nhiều bề mặt khác. Ca nô đệm khí dùng máy để bơm căng một lượng lớn không khí vào một cái đệm nằm bên dưới thân tàu (được gọi là đệm khí) với áp suất cao hơn áp suất khí quyển một chút. Sự chênh lệch áp suất giữa không khí bên trong và không khí xung quanh đệm khí tạo ra lực nâng giúp thân tàu nổi lên trên bề mặt cần di chuyển.